# 2e Kings
Circonscription électorale provinciale du Canada
2e Kings était une circonscription électorale dans la province canadienne de l'Île-du-Prince-Édouard, qui élisait deux membres à l'Assemblée législative de l'Île-du-Prince-Édouard de 1873 à 1993.

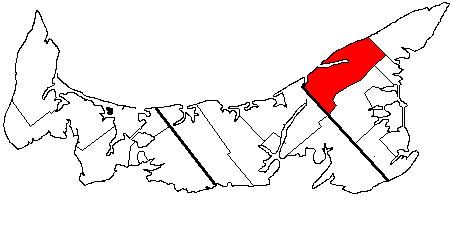
Carte démontrant la circonscription électorale de 2e Kings

Le district contenait la partie nord-ouest du comté de Kings.

## Membre de l'Assemblée législative

### Deux membres de 1873 à 1893
|  | Années    | Membre              | Parti        |
|  | --------- | ------------------- | ------------ |
|  | 1873-1890 | William W. Sullivan | Conservateur |
|  | 1890-1893 | J. P. Sullivan      | Conservateur |

|  | Années    | Membre         | Parti        |
|  | --------- | -------------- | ------------ |
|  | 1873-1879 | Hilary McIsaac | Conservateur |
|  | 1879-1886 | William Hooper | Libéral      |
|  | 1886-1893 | J. C. Underhay | Conservateur |

### Deux membres (député et conseiller) de 1893 à 1996

#### Député
|  | Années    | Membre             | Parti        |
|  | --------- | ------------------ | ------------ |
|  | 1893-1908 | Arthur Peters      | Libéral      |
|  | 1908-1912 | Robert N. Cox      | Libéral      |
|  | 1912-1915 | Albert E. Simpson  | Conservateur |
|  | 1915-1919 | Harvey D. McEwen   | Conservateur |
|  | 1919-1923 | Robert N. Cox      | Libéral      |
|  | 1923-1927 | Harvey D. McEwen   | Conservateur |
|  | 1927-1950 | Harry H. Cox       | Conservateur |
|  | 1950-1959 | Harvey Douglas     | Libéral      |
|  | 1959-1978 | J. Walter Dingwell | Conservateur |
|  | 1978-1989 | Roddy B. Pratt     | Conservateur |
|  | 1989-1996 | Claude Matheson    | Libéral      |

#### Conseiller
|  | Années    | Membre             | Parti        |
|  | --------- | ------------------ | ------------ |
|  | 1893-1900 | Anthony McLaughlin | Libéral      |
|  | 1900-1912 | James D. McInnis   | Libéral      |
|  | 1912-1915 | Aeneas A. McDonald | Conservateur |
|  | 1915-1917 | James D. McInnis   | Libéral      |
|  | 1917-1919 | R. J. MacDonald    | Conservateur |
|  | 1919-1923 | James P. McIntyre  | Libéral      |
|  | 1923-1927 | James B. MacDonald | Conservateur |
|  | 1927-1943 | James P. McIntyre  | Libéral      |
|  | 1943-1947 | Thomas R. Cullen   | Libéral      |
|  | 1947-1951 | R. L. Burge        | Conservateur |
|  | 1951-1955 | Thomas R. Cullen   | Libéral      |
|  | 1955-1982 | Leo F. Rossiter    | Conservateur |
|  | 1982-1989 | Francis O'Brien    | Conservateur |
|  | 1989-1996 | Walter Bradley     | Libéral      |